# DDR-Meisterschaften im Feldfaustball 1957
Die DDR-Meisterschaften im Feldfaustball 1957 waren die achte Austragung der DDR-Meisterschaften der Männer und Frauen im Feldfaustball der DDR im Jahre 1957.
Die Finalspiele fanden am 19. und 20. August 1957 im Sportpark an der Flutrinne im Westen der Stadt Glauchau statt.

## Frauen
Die Frauenliga wurde in zwei Staffeln ausgetragen. Gegenüber der Vorsaison wurden die Staffeln neu eingeteilt. Neben den drei besten der beiden Staffeln qualifizierte sich als siebente Mannschaft der Sieger einer Doppelrunde (Hin- und Rückspiel) am 14. Juli 1957 der beiden Viertplatzierten für die Finalrunde.
Abschlussstand
| Platz | Mannschaft          | Punkte |
| 1.    | Lokomotive Schwerin | 20:0   |
| 2.    | Motor Suhl          | 14:6   |
| 3.    | Lokomotive Köthen   | 12:8   |
| 4.    | Stahl Megu Leipzig  | 10:10  |
| 5.    | Aktivist Staßfurt   | 4:16   |
| 6.    | Stahl Eisleben (N)  | 0:20   |

| Platz | Mannschaft             | Punkte |
| 1.    | Empor Barby (M)        | 18:2   |
| 2.    | Motor Görlitz Mitte    | 14:6   |
| 3.    | Rotation Dresden Mitte | 12:8   |
| 4.    | Einheit Weimar         | 10:10  |
| 5.    | Lokomotive Görlitz (N) | 6:14   |
| 6.    | Chemie Zeitz           | 0:20   |

Abstieg: Die beiden letzten Mannschaften jeder Staffel spielten zusammen in einer Abstiegsrunde um die beiden Absteiger. Chemie Zeitz trat dazu nicht an. Aktivist Staßfurt und Lok Görlitz konnten sich gegen Stahl Eisleben behaupten, die damit nach nur einer Saison in der Oberliga ebenso abstiegen.
Aufstiegsspiele:
- Motor Dresden Ost – Halle 35:16
- Motor Dresden Ost – SG Leipzig-Eutritzsch 33:20
- Motor Dresden Ost – Empor Rostock 22:16
- Motor Dresden Ost – Ilmenau 30:19

Abschlusstabelle der Aufstiegsspiele:
| Platz | Mannschaft            | Punkte           |
| 1.    | Motor Dresden Ost     | 8:0              |
| 2.    | Empor Rostock         | …                |
| 3.    | SG Leipzig-Eutritzsch | …                |
| 4.    | Halle                 | …                |
| 5.    | Turbine Gardelegen    | nicht angetreten |

Finalrunde
Endstand:
| Platz | Mannschaft             | Punkte |
| 1.    | Empor Barby (M)        | 12:0   |
| 2.    | Motor Suhl West        | 8:4    |
| 3.    | Lok Schwerin           | 7:5    |
| 4.    | Rotation Dresden Mitte | 6:6    |
| 5.    | Lok Köthen             | 5:7    |
| 6.    | Motor Görlitz Mitte    | 2:10   |
| 7.    | Stahl Megu Leipzig     | 2:10   |

## Männer
Die Oberliga wurde in zwei Staffeln ausgetragen. Gegenüber der Vorsaison wurden die Staffeln neu eingeteilt. Auch bei den Männern konnte sich neben den drei Bestplatzierten jeder Staffel eine siebente Mannschaft für die Finalrunde qualifizieren, die in einer Entscheidungsrunde der jeweils vierten und fünften der Staffel am 14. Juli 1957 ermittelt wurde.
Abschlussstand
| Platz | Mannschaft               | Punkte |
| 1.    | Aktivist Hirschfelde (M) | 21:3   |
| 2.    | Chemie Zeitz             | 18:6   |
| 3.    | Motor Rochlitz (N)       | 17:7   |
| 4.    | Fortschritt Zittau Süd   | 9:15   |
| 5.    | Motor Großenhain         | 8:16   |
| 6.    | Lokomotive Dresden       | 7:17   |
| 7.    | Fortschritt Walddorf     | 4:20   |

| Platz | Mannschaft              | Punkte |
| 1.    | Wissenschaft Halle      | 24:0   |
| 2.    | Motor Erfurt West       | 16:8   |
| 3.    | Stahl Megu Leipzig      | 16:8   |
| 4.    | Lokomotive Schwerin (N) | 14:10  |
| 5.    | Empor Rudolstadt        | 6:18   |
| 6.    | Fortschritt Apolda      | 4:20   |
| 7.    | Motor Suhl Mitte        | 4:20   |

Abstieg: Die beiden letzten Mannschaften jeder Staffel spielten zusammen in einer Abstiegsrunde um die beiden Absteiger. Motor Mitte Suhl trat dazu nicht an. Fortschritt Walddorf und Lok Dresden besiegten Fortschritt Apolda, die damit ebenso abstiegen, und qualifizierten sich für die Oberliga 1958
Aufstiegsspiele:
Auf der Leipziger Südkampfbahn und den angrenzenden Turbine-Plätzen fielen die Entscheidungen der Liga um den Aufstieg zur Oberliga und den Abstieg. Es nahmen die Sieger der Liga-Staffeln (und Lok Güstrow) teil.
- Einheit Köpenick – Motor Dresden Ost 36:35
- Motor Zeiss Jena – Lok Güstrow 33:35
- Lok Güstrow – Motor Dresden Ost 39:27
- Lok Güstrow – Empor Barby 29:49
- Motor Dresden Ost – Empor Barby …:…
- Einheit Köpenick – Lok Güstrow 38:28
- Einheit Köpenick – Motor Zeiss Jena 36:36
- Motor Dresden Ost – Motor Zeiss Jena 38:36
- Motor Zeiss Jena – Empor Barby 40:33
- Einheit Köpenick – Empor Barby [36:37]

Abschlusstabelle der Aufstiegsspiele:
| Platz | Mannschaft        | Staffel    | Punkte |
| 1.    | Empor Barby       | Liga Mitte | 6:2    |
| 2.    | Einheit Köpenick  | Liga Ost   | 5:3    |
| 3.    | Lok Güstrow       | ?          | 4:4    |
| 4.    | Motor Zeiss Jena  | Liga West  | 3:5    |
| 5.    | Motor Dresden Ost | Liga Süd   | 2:6    |

Finalrunde
Endstand:
| Platz | Mannschaft               | Punkte |
| 1.    | Aktivist Hirschfelde (M) | 11:1   |
| 2.    | Wissenschaft Halle       | 10:2   |
| 3.    | Fortschritt Zittau Süd   | 8:4    |
| 4.    | Motor Erfurt West        | 4:8    |
| 5.    | Motor Rochlitz (N)       | 4:8    |
| 6.    | Chemie Zeitz             | 3:9    |
| 7.    | Stahl Megu Leipzig       | 2:10   |